# Nyomtatott huzalozású lemez

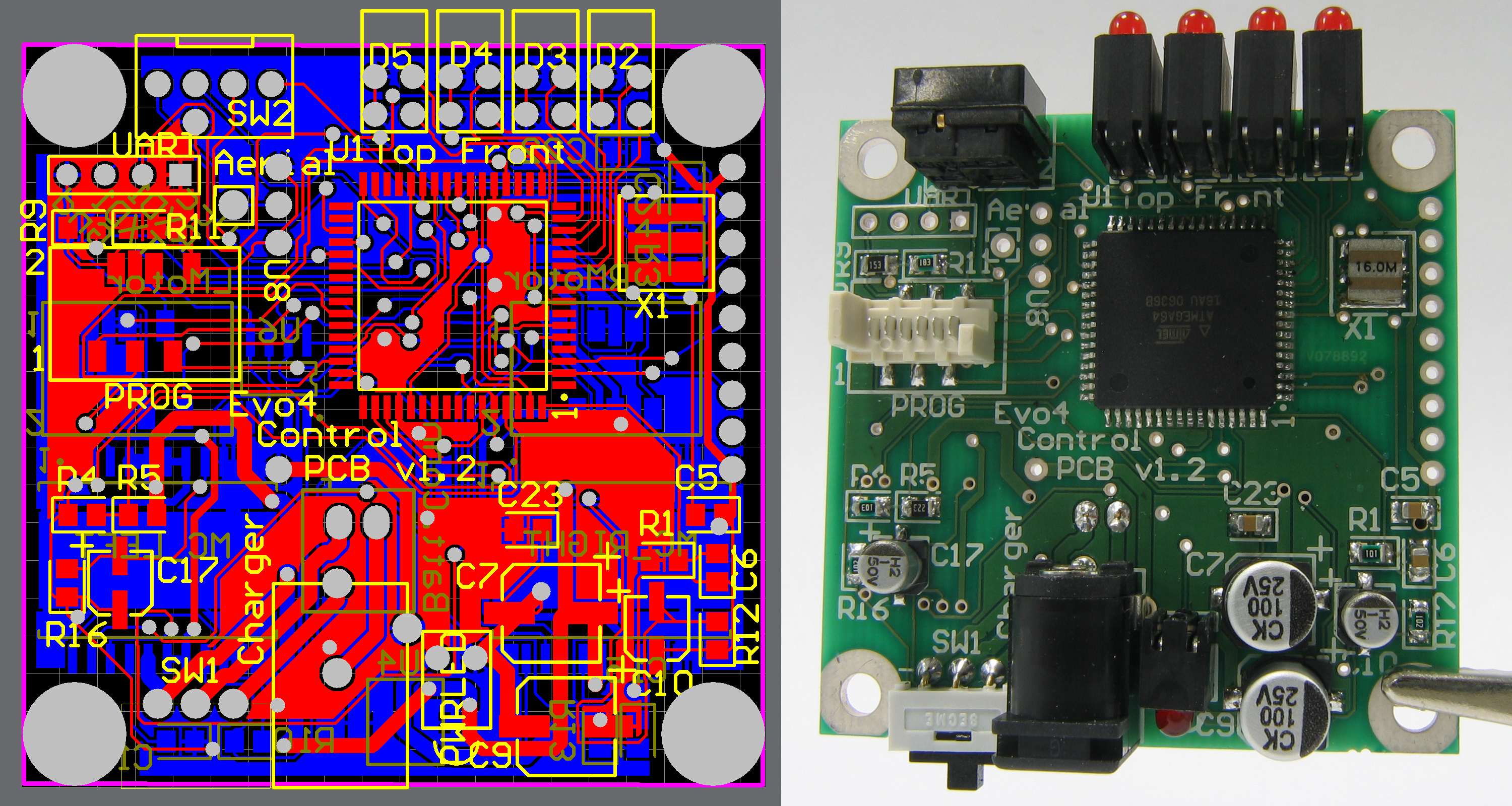
A bal oldalon egy NYÁK CAD program segítségével tervezett rajza, a jobb oldalon pedig a rajznak megfelelően elkészített panel látható

A nyomtatott huzalozású lemez (rövidítése: NYÁK, angolul printed circuit board, PCB) a nyomtatott áramkörök központi eleme. A gyakorlatban több elnevezése is elterjedt: NyÁK, nyák lemez, panel, nyomtatott áramköri lap. Feladata, hogy az elektronikus áramkör alkatrészeit egy mechanikus egységgé fogja össze, miközben a kialakított huzalozás révén biztosítja az alkatrészek közti, illetve a csatlakozási pontok elektromos kapcsolatát. Fontos megjegyezni, hogy a NYÁK (PCB) magára a nyomtatott huzalozású lemezre utal, és nem az egyéb alkatrészekkel együtt alkotott kész elektronikus áramkörre.
A nyomtatott áramkör különálló alkatrésznek tekinthető, mely robusztus, olcsó, és megbízható. A gyártása nagy sorozatban, illetve egyedi gyártási módszerekkel is megoldható. Nagy sorozatok gyártásánál az induló költségek magasak, a technológiai eszközök – filmek, sziták... – legyártása miatt, viszont ez a költség eloszlik a legyártott nagy mennyiség között. Kis darabszámú gyártás esetén úgynevezett prototípus gyártási technológiát alkalmaznak, ami azt jelenti, hogy nem gyártják le a technológiai eszközöket, hanem a rajzolatokat közvetlenül a NYÁK lemezre felvitt fényérzékeny rétegre nyomtatja a fotóplotter. Ezzel a technológiai eszközök gyártási költsége megspórolható, viszont a hosszadalmasabb gyártási idő miatt fog a gyártási költség növekedni. Általában a legyártandó darabszám alapján döntik el, hogy melyik technológiát alkalmazzák.
A vezetőrétegek száma 1-től 48-ig terjedhet. Elkészítése hozzáértő tervezői munkát igényel, melyet NYÁK tervezésére specializált CAD programok segítségével végeznek.
Az amatőr áramkörépítők népes táborának köszönhetően számtalan házilagos NYÁK készítési technológia is elérhető. Ezek aránylag kis beruházást igényelnek, viszont relatíve sok időt vesz igénybe a NYÁK lemez elkészítése. Ezeknek a lemezeknek tipikusan egy, de legfeljebb csak két (egyik oldalán, vagy mindkét oldalán) vezetőrétegük van.
A kész áramkör a benne található nehézfémek, epoxigyanta, üvegszálas szövet és műanyagok miatt veszélyes hulladéknak számít, emiatt az elhasználódott, vagy elavult elektromos készülékek begyűjtése és újrafelhasználása kiemelt feladat.
Az elektronikai iparban tervezése és gyártása során szabványokat használnak, amelyeket egy nemzetközi szabványosítási szervezet, az IPC (Association Connecting Electronics Industries) dolgoz ki és ellenőriz.

## Kialakulásának története
Az első áramköröket a 19. század közepén, az 1850-es években készítették. Ezek még igen egyszerű szerkezetek voltak. Fa házba vagy lemezre rögzítették az áramköri elemeket, amelyeket fémszalagokkal vagy rudakkal kapcsoltak össze. A ház biztosította a mechanikus rögzítést, míg a fémszalagok a villamos kapcsolatot. Idővel a szalagokat és rudakat felváltották a kábelek, amelyeket csavarokkal rögzítettek az alkatrészekre. A fa házak helyett pedig fém szekrényeket kezdtek el alkalmazni. Technológiai korlátok miatt ezek még igen nagy áramkörök voltak. Legfőbb alkalmazási területük a távíró-, a telefon- és a rádiótechnika voltak.
A bonyolultság és funkcionalitás növekedése ill. a telefonok és a rádiók széles körű elterjedése a 20. század elején újabb igényeket vetett fel: méretcsökkentés, automatizált tömegtermelés. Fontos mérföldkő volt Albert Parker Hanson szabadalma, amelyet 1903-ban nyújtott be. Szabadalmában kidolgozta a többrétegű áramkör koncepcióját, rájött arra is, hogy a vezető sávok minél sűrűbb elhelyezése a hordozó rétegen rendkívül fontos. Gyakorlati megvalósításában paraffinnal átitatott papírra ragasztotta fel a rézből készült vezetőket. Ezeket az ősi áramköröket telefonközpontokba szánta, mert meg akarta oldani a telefonvonalak kézi kapcsolgatásának a problémáját. Fontos megjegyezni, hogy ezek a lapok alkatrészeket még nem tartalmaztak.
Kialakítás szempontjából elődjének tekinthető a forrszemes szerelés, ahol a szigetelő lapon fúrt lyukakba forrasztható (réz) csőszegecseket ütöttek, és ezekbe a furatokba ültették az alkatrészeket. A huzalozás ugyanúgy a hátoldalon történt, igaz szigetelt vezetékekkel, így itt a keresztezések is lehetségesek voltak.
Az amerikai Charles Ducas szabadalmaztatta 1925-ben az első olyan módszert, amivel szigetelt felületre vezető csíkokat lehetett felvinni. Módszerében a vezető anyagot (réz, ezüst vagy arany) maszk segítségével, nyomtatással vitte fel a hordozó rétegre, majd galvanizálással rögzítette. Ebben a szabadalomban szerepelt először a nyomtatott áramkör kifejezés.
A második világháború alatt titkos kutatások során fejlesztették ki a kerámia hordozókat és az ezekre felvitt áramköröket. A kerámia hordozóra tintát vittek fel, amelyet előzőleg fém hozzáadásával vezetővé tettek. Ezeket ma hibrid áramköröknek nevezzük. A háború után a felvitel technológiáját szabványosították. A több tucat lehetséges módszerből végül hatot hagytak meg, melyből a vákuumos üledékesítést még ma is használják.
Paul Eisler 1943-ban szabadalmaztatta módszerét, amellyel lehetővé vált vezető sávok kialakítása üvegszálas erősítésű nem-vezető alapanyagra felvitt rézfólián. Emiatt sokan a nyomtatott áramkör atyjának is tartják. A módszer széles körű elterjedésére a tranzisztor feltalálásáig kellett várni. Az addig használt elektroncsövek és más alkatrészek ugyanis annyira nagyok voltak, hogy az addig széles körben alkalmazott csavaros kötések megfelelőek voltak. A tranzisztor megjelenése azonban lehetővé tette az áramkörök funkcióinak növelését a méretek drasztikus csökkentése mellett. Az alkatrészek méretének csökkenése arra késztette a gyártókat, hogy az elektromos készülékek méretét csökkentsék. Ezután kezdték el széles körben bevezetni és használni a nyomtatott áramköröket. Ezek az áramkörök még egyrétegűek voltak.
A többrétegű áramköröket és a rétegeket villamosan összekötő furatokat 1961-ben vezették be. Hatására a villamos vezető nyomvonalak egészen közel kerültek egymáshoz és az alkatrészek sűrűsége is megnőtt, új korszakot nyitva az áramkörök tervezésben. Az integrált áramkörök megjelenése tovább csökkentette a méreteket. A méretek csökkentése és egyben a funkcionalitás növekedése jellemezte trend napjainkig tart.

## Felépítés, fajták
Gyakori anyaga lehet pl. az FR-4 (epoxigyanta + üvegszálas szövet) és a Réz jó egymáshoz tapadó képességük, és önkioltó mivoltuk miatt.

## Gyártás

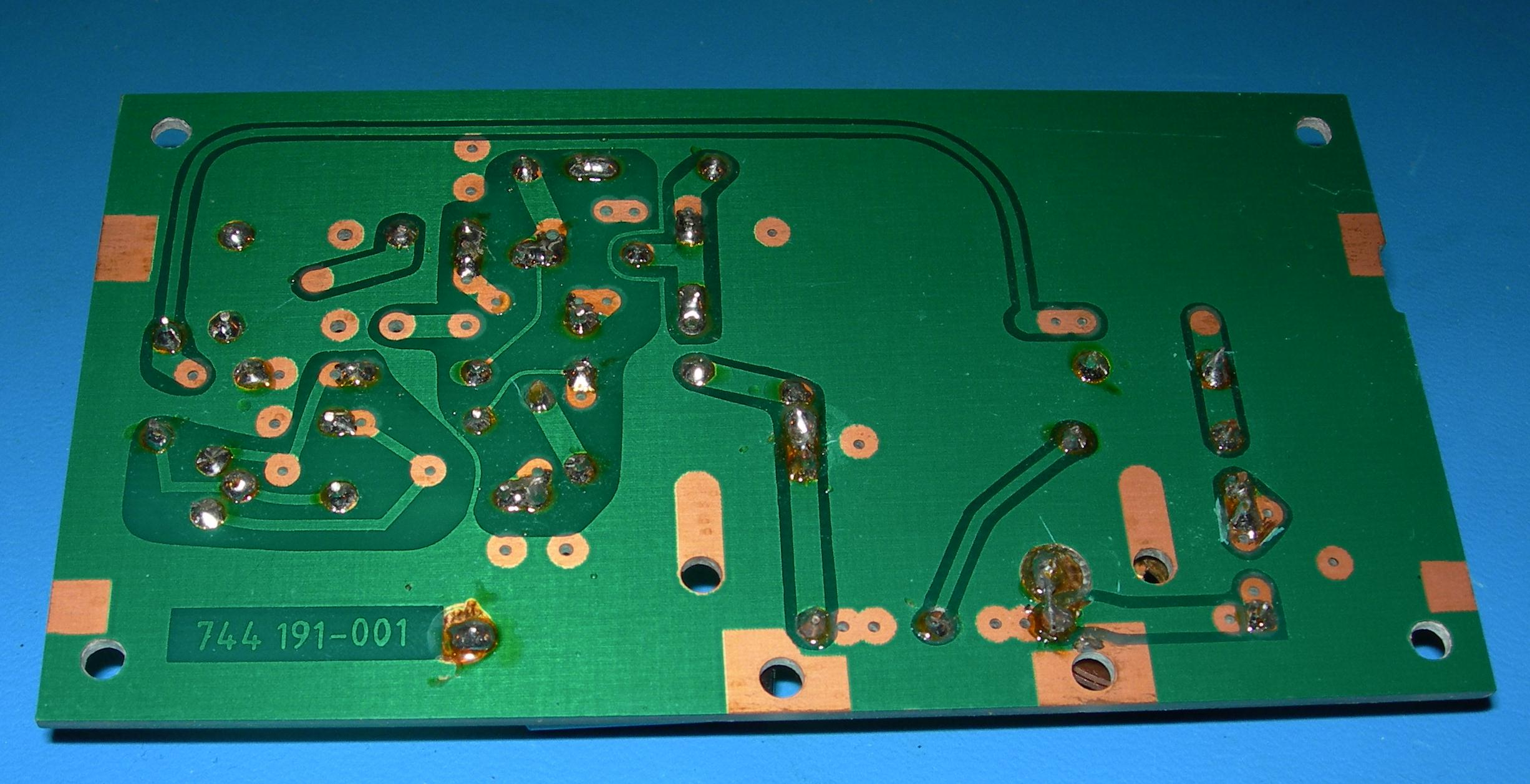
Házi gyártású NYÁK

### NYÁK gyártás
A szigetelő alaplemezre általában rágőzölögtetnek egy meghatározott vastagságú, kb. 30-70 mikrométer vastag vörösréz-réteget. Ezek után a lapokon meghatározott helyeken lyukakat fúrnak, melyekbe később a lapkára kerülő alkatrészek lábazatát forrasztással rögzítik, illetve a további gyártás során hasznosak többek között a pozicionálás szempontjából is.
Ez után egy speciális maratásgátló fényérzékeny lakkot hordanak fel a lemezre. A felhordás több módon is történhet:
- Fújással
- Felöntéssel, ahol a réteget hengerrel terítik, vagy forgatással, aminél a centrifugális erő hatására terül el az anyag.
- Szitanyomtatással, ami a legkevesebb technikai hátteret igényli, a legegyszerűbb eljárás, viszont a leglassabb is.

Ezt a réteget a vezetőpályák rajzát tartalmazó átlátszó filmen keresztül UV-fénnyel megvilágítják, majd előhívják, mely során a fényt kapott részeknél leoldódik a lakk, és szabaddá válik a felesleges rézréteg. Ezt a rézréteget lemaratják, így alakul ki a vezetőpálya a lemezen. Majd a vezetőpályákat védő, maratásgátló lakkréteget is leoldják.
A lemezre megint felvisznek egy fényérzékeny lakkréteget, ez az úgynevezett forrasztásgátló lakk, mely jellegzetesen zöld színű, de igény szerint bármilyen színű lehet. Ezt megint megvilágítják egy filmen keresztül, amely az előzőleg előállított furatoknál, a forrasztási pontok helyén nem engedi át a fényt. Majd megint előhívják a lemezt, itt a fényt nem kapott lakkréteg oldódik le. A lakkréteg polimerizációval szilárdul meg, melyet előhívás után hőkezeléssel felgyorsítanak. Így a furatok körül 1–2 mm átmérőjű területen szabaddá válik a réz. Majd erre a rézrétegre kémiai úton egy forrasztást megkönnyítő fémréteget hordanak fel, ennek anyaga többnyire ón.
A maratásgátló lakkok helyett esetenként fóliát is alkalmazhatnak, melyet laminálással visznek fel a hordozó lemezre.
Nagyüzemben, alaplapok gyártásánál csak a vezetőpályáknak megfelelő helyen rezezik fel. Ez speciális technológia, drága gyártósorok kellenek hozzá. Csak nagy számban gyártott panelek esetén éri meg, azonban a felhasznált rézmennyiség szempontjából rendkívül takarékos. Flexibilis panelek esetén is általában csak a vezetőpályát hordják fel, többnyire szitanyomtatással, speciális, magas fémtartalmú festékek használatával.

### Maratás
Mivel a réz (Cu) standardelektródpotenciálja a hidrogénnél (H2) pozitívabb, híg ásványi savak nem alkalmasak a maratásra. Forró, tömény kénsav vagy salétromsav elvileg megfelelne, azonban ez veszélyes és drága, valamint a védőréteget is megtámadhatja.
Ezért redoxi-eljárásokkal szokás a maratást végezni.
A maratást leggyakrabban két eljárással végzik:
Az első eljárás során sósavas (HCl) vas(III)-kloriddal (FeCl3) lemaratják a védetlen rézfóliát. A folyamat kémiai egyenlete a következő:
{\displaystyle \mathrm {2FeCl_{3}+Cu=CuCl_{2}+2FeCl_{2}} \,\!}
Ha a maratófolyadékot használat után levegőn állni hagyják, a keletkezett vas(II)-klorid (FeCl2) a levegő oxigénjének hatására visszaalakul vas(III)-kloriddá. Ezzel a vegyszerrel a maratás lassú és a folyadék csúnya barna foltot hagy mindenen, valamint a nemesfémek kivételével szinte minden fémet megtámad.
A másik eljárás során hidrogén-peroxidos (H2O2) sósavat használnak. A rézfóliát a keletkező naszcensz klór (Cl) támadja meg. Az eljárás veszélyesebb, mérgező klórgáz fejlődhet, valamint a vegyszer nem regenerálható, azonban gyorsabb.
{\displaystyle \mathrm {Cu+2HCl+H_{2}O_{2}=CuCl_{2}+2H_{2}O} \,\!}
Ma ezeket az eljárásokat csak a kis számban, vagy házilag gyártott paneleknél használják.

## IPC szabványok

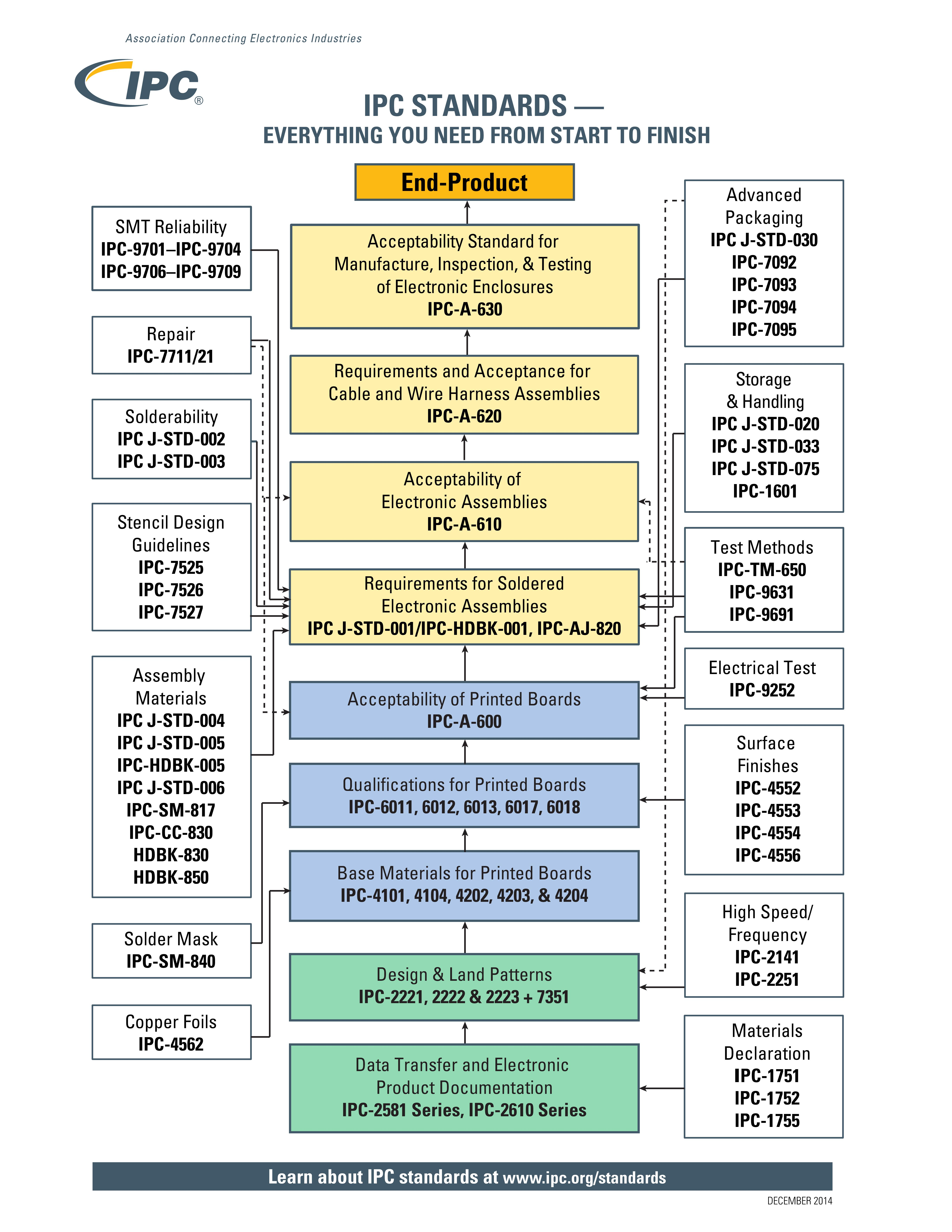
IPC szabványok

Az alábbi felsorolás a nyomtatott áramkörökkel kapcsolatos legfontosabb szabványokat ismerteti:
- IPC-2221 – (tervezés) Általános tervezési szabályok
- IPC-2222 – (tervezés) A merev hordozójú áramköri lemezek tervezési szabályai
- IPC-2152 – (tervezés) A vezetősáv szélességének méretezésére vonatkozó előírások
- IPC-4101 – (gyártás) A szabványos laminát[7] anyagok
- IPC-4761 – (gyártás) A fémezett furatokra vonatkozó előírások
- IPC-7351 – (tervezés) Tervezési szabályok a felületszerelt alkatrészekhez tervezett nyomtatott huzalozások tervezéséhez
- IPC-A-600 – (gyártás) A nyomtatott huzalozású lemezek kivitelezésével és minőségi osztályozásával foglalkozik
- IPC-A-610 – (gyártás) Az alkatrészek beültetésével, a nyomtatott áramkörök elektromos szerelvényezésével, és azok minőségi osztályozásával foglalkozik
- IPC-D-325 – (dokumentáció) A nyomtatott áramkörök dokumentációkészítésének szabályai
- IPC-ET-652 – (gyártás) A nyomtatott huzalozású lemezek elektromos tesztje
- IPC-SM-840 – (gyártás) A forrasztásgátló maszkra vonatkozó előírások
- IPC-TM-650 – (gyártás) A nyomtatott huzalozású lemezek tesztelési módszerei

## Megsemmisítés, újrafelhasználás
A nyomtatott áramkörök kis mértékben a bennük lévő elektronikai alkatrészek nemesfém tartalma miatt újrahasznosítandók. Mivel mára már szinte csak ólommentes forrasztóanyagokat alkalmaznak, így tárolásuk már nem olyan veszélyes (ti. az ólom az eső révén a termőföldbe mosódott és azt károsította).